# 文選 (書物)

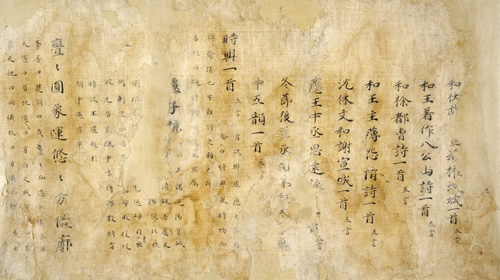
文選集注

『文選』（もんぜん）は、中国南北朝時代の南朝梁の蕭統（昭明太子）によって編纂された詩集・文集。春秋戦国時代から当時までの文学者131名による800余の作品を、37のジャンルに分類して収録し、蕭統が自ら序文を書いている。全30巻。

## 成立の背景
『文選』の撰者である蕭統の父は、南朝梁の皇帝蕭衍である。蕭衍は南朝斉の宗室の出身であり、学問・文才にも長じ、即位前は竟陵王蕭子良のもとで、沈約・謝朓ら当時を代表する文学仲間である「竟陵八友」の一人に数えられていた。蕭統は父やその周囲の影響で学問・文学を好み、太子である蕭統の東宮には約3万巻の書籍が集められた。こうして、蕭統の下へも多数の学者・文人たちが集うこととなった。
形式上は『文選』の撰者は蕭統一人に擬されているが、実際の編纂には劉孝綽ら彼の周囲にいた文人たちが関わったと考えられており、例えば、空海の『文鏡秘府論』南巻には「南朝梁の蕭統の劉孝綽等と『文選』を撰集するが如きに至りては、自ら謂へらく『天地を畢くし、諸を日月に懸く』と」とある。

## 後世における受容と注釈
隋・唐代以降、官吏登用に科挙が導入され、詩文の創作が重視されると、『文選』は科挙の受験者に詩文の制作の模範とされ、代々重視されてきた。唐の詩人杜甫は『文選』を愛読し、「熟精せよ文選の理」（「宗武生日」）と息子に教戒の漢詩まで残している。また宋の時代には「文選爛すれば、秀才半ばす」（『文選』に精通すれば、科挙は半ば及第）ということわざが生まれている。このため『文選』は早くから研究され、多くの人により注釈がつけられた。
『文選』の注釈として文献上最も古いものは、隋の蕭該（蕭恢の孫で、蕭統の従甥）の『文選音』である。少し後の隋唐の交代期には、江都の曹憲が『文選音義』を著した。曹憲のもとには魏模・公孫羅・許淹・李善ら多くの弟子が集まり、以後の「文選学」（「選学」）隆盛のきっかけとなった。
曹憲の弟子の一人である李善は、浩瀚な知識を生かして『文選』に詳細な注釈をつけ、658年（顕慶3年）、唐の高宗に献呈した。これが『文選』注として最も代表的な「李善注」である。李善注の特徴は、過去の典籍を引証することで、作品に用いられている言葉の出典とその語義を明らかにするという方法を用いていることにある。また李善が引用する書籍には現在では散佚しているものも多く、それらの書籍の実態を考証する際の貴重な資料にもなっている。
李善注の後の代表的な注釈としては、呂延済・劉良・張銑・呂向・李周翰の5人の学者が共同で執筆し、718年（開元6年）、唐の玄宗に献呈された、いわゆる「五臣注」がある。五臣注の特徴は、李善注が引証に重きを置きすぎるあまり、時として語義の解釈がおろそかになる（「事を釈きて意を忘る」）ことに不満を持ち、字句の意味をほかの言葉で解釈する訓詁の方法を採用したことにある。そのため注釈として李善注とは異なる価値があるが、全体的に杜撰な解釈や誤りが多く、後世の評価では李善注に及ばないというのが一般的である。
宋代に入り木版印刷技術が普及すると、李善注と五臣注を合刻して出版した「六臣注」（「六家注」）が通行し、元来の李善・五臣の単注本は廃れることとなった。現行の李善単注本は、南宋の尤袤が六臣注から李善注の部分を抜き出し（異説あり）、1181年（淳熙8年）に刊行したものの系統であるとされる。これを清の胡克家が、諸本を比較して校勘を加えた上、嘉慶年間に覆刻した。この「胡刻本」が、今日最も標準的なテキストとして通行している。
このほか重要なものとして、日本に写本として伝わる『文選集注』（120巻、存23巻）がある。これは李善・五臣の注釈のほか、これらの注釈が通行することによって散佚した唐代の注釈が保存されており、『文選』研究にとって不可欠の資料となっている。

## 構成
『文選』は元来は全30巻だったが、前述の李善の注釈をつけた版は全60巻であり、以下のような構成になっている。下記の括弧内の数字は収録巻数で、太字は表内に複数作品のある作者である。
| 巻号  | ジャンル | 著名な作品 |
| ----- | -------- | --- |
| 1-19  | 賦       | - 宋玉「高唐賦」(19) - 宋玉「神女賦」(19) - 司馬相如「子虚賦」(7) - 司馬相如「上林賦」(8) - 班固「両都賦」(1) - 張衡「帰田賦」(15) - 王粲「登楼賦」(11) - 曹植「洛神賦」(19) - 潘岳「秋興賦」(13) - 陸機「文賦」(17) - 左思「三都賦」(4) - 鮑照「蕪城賦」(11)                                                                                   |
| 19-31 | 詩       | - 無名氏「古詩十九首」(29) - 曹操「短歌行」(27) - 王粲「七哀詩」(23) - 曹丕「燕歌行」(27) - 曹植「贈白馬王彪」(24) - 阮籍「詠懐詩」(23) - 潘岳「悼亡詩」(23) - 陸機「赴洛詩」(26) - 左思「詠史詩」(21) - 謝霊運「登池上楼」(22) - 謝霊運「於南山往北山経湖中瞻眺」(22) - 鮑照「東武吟」(28) - 謝朓「遊東田」(22) - 謝朓「晩登三山還望京邑」(27) |
| 32-33 | 騒       | - 屈原「離騒」(32) |
| 34-35 | 七       | |
| 35    | 詔       | |
| 35    | 冊       | |
| 36    | 令       | |
| 36    | 教       | |
| 36    | 文       | |
| 37-38 | 表       | - 孔融「薦禰衡表」(37) - 諸葛亮「出師表」(37) - 李密「陳情事表」(37) |
| 39    | 上書     | |
| 39    | 啓       | |
| 40    | 弾事     | |
| 40    | 牋       | |
| 40    | 奏記     | |
| 41-43 | 書       | - 司馬遷「報任少卿書」(41) - 嵆康「与山巨源絶交書」(43) |
| 44    | 檄       | - 陳琳「為袁紹檄豫州」(44) - 鍾会「檄蜀文」(44) |
| 45    | 対問     | |
| 45    | 設論     | |
| 45    | 辞       | - 漢武帝「秋風辞」(45) - 陶淵明「帰去来兮辞」(45) |
| 45-46 | 序       | |
| 47    | 頌       | |
| 47    | 贊       | |
| 48    | 符命     | |
| 49-50 | 史論     | - 沈約「宋書謝霊運伝論」(50) |
| 50    | 史述贊   | |
| 51-55 | 論       | - 曹丕「典論論文」(52) - 陸機「弁亡論上下二首」(53） |
| 55    | 連珠     | |
| 56    | 箴       | |
| 56    | 銘       | - 崔瑗「座右銘」(56) |
| 56-57 | 誄       | |
| 57-58 | 哀       | |
| 58-59 | 碑文     | |
| 59    | 墓誌     | |
| 60    | 行状     | |
| 60    | 弔文     | |
| 60    | 祭文     | |

賦と詩で過半を占める。
蕭統の書いた『文選』の序文には、作品の収録基準を「事は沈思より出で、義は翰藻に帰す」とし、深い思考から出てきた内容を、すぐれた修辞で表現したと見なされた作品を収録したとある。また収録する分野についても、四部分類でいうところの経部・子部・史部を除く、集部に相当する文学作品をもっぱら選録の対象としている点で、文学の価値を明確に意識した総集となっている。
三国志演義に引用されている作品も「為袁紹檄豫州」「短歌行」「出師表」などがある。
なぜか王羲之の「蘭亭集序」は収録されておらず、古来論議を呼んでいる。これについては、以下の説がある。
- 文章が下手なうえ、思想性が低くて不採用だと言う説。
  - 『文選』収録の名文と比べると、とっさに書いたものなので描写に重複が多く、語句も春の宴会の描写で秋の風景描写の「天朗らかに気清む」（天が高く空気が澄んでいる）を使うなどおかしなところがある。
  - また、文章の内容も悲観的で、生死を超越すべきと説く老荘思想や仏教思想に通じた蕭統からすれば貧相だと思われたのではないか。
- 『文選』は君主と臣下の関係を扱った政治的な文学が多いので、自然描写が多い「蘭亭集序」は編者の好みに合わなかったために不採用だったという説
- そもそも後世の偽作なのでこの当時存在しなかったという説

## 日本における『文選』
『文選』は上代の日本に伝わり、日本文学の進展にも重大な影響を与えた。奈良時代は、貴族の教養として必読の対象となっており、『日本書紀』や『万葉集』などに『文選』からの影響を指摘する見解もある（小島憲之など）。後の平安時代から室町時代でも、「書は文集・文選」（『枕草子』）、「文は文選のあはれなる巻々」（『徒然草』）とあるように、貴紳の読むべき書物としての地位を保ち続けた。現在でも『文選』の用語は、日本語の語彙で活かされ、故事教訓として使用されている。

## 『文選』出典の熟語
英雄、栄華、炎上、解散、禍福、家門、岩石、器械、奇怪、行事、凶器、金銀、経営、傾城、軽重、形骸、権威、賢人、光陰、後悔、功臣、故郷、国家、国王、国土、国威、虎口、骨髄、骨肉、紅粉、鶏鳴、夫婦、父子、天罰、天子、天地、元気、学校、娯楽、万国、主人、貴賤、感激、疲弊…など

## 訳注書
全訳書
- 岡田正之『文選　國訳漢文大成』（全3巻、國民文庫刊行会、1939 - 1941年）

現代語訳はなく、書き下しと文語体の訳文を収載
- 小尾郊一・花房英樹 『文選　全釈漢文大系』（全7巻、集英社、1974 - 1976年）
- 『文選　新釈漢文大系』（全8巻、明治書院、1963年、1977年、1994 - 2001年）
内田泉之助・網祐次・中島千秋・原田種成・竹田晃・高橋忠彦

抄訳版
- 斯波六郎・花房英樹 『文選　世界文学大系70』（筑摩書房、1963年）- 詩の部分の選集
- 網祐次 『文選　中国古典新書』（明徳出版社、1969年）- 賦・詩・文章の選集
- 高橋忠彦・戸川芳郎・神塚淑子 『文選　中国の古典』（上下、学習研究社、1985年）- 賦・文章の選集
- 興膳宏・川合康三 『文選　鑑賞 中国の古典12』（角川書店、1988年）- 賦・詩・文章の選集
  - 『精選訳注 文選』（講談社学術文庫、2023年）- 改訂版（電子書籍も刊）
- 『文選　新書漢文大系』（全4巻、明治書院、2003 - 2007年）- 上記『新釈漢文大系』の選集普及版（原文は未録）
- 『文選 詩篇』（全6巻、岩波文庫、2018 - 2019年）

編者代表：川合康三、富永一登・釜谷武志・和田英信・浅見洋二・緑川英樹